# Daewoo Precision Industries USAS-12
A Daewoo Precision Industries USAS-12 (Espingarda automática Sporting de 12 espessuras) é uma espingarda automática projetada como uma espingarda de combate fabricada na Coreia do Sul pela Daewoo Precision Industries durante a década de 1980.

## Usuários
- Colômbia[2]
- República Dominicana
- Coreia do Sul[3]
- Brasil; Usado pelo GRUMEC e os batalhões das Forças Especiais do exército [4]